# ویلیانو بیلزه
ویلیانو بیلزه (به ایتالیایی: Vigliano Biellese) یک کومونه در ایتالیا است که در استان بیه‌لا واقع شده‌است. ویلیانو بیلزه ۸٫۴ کیلومتر مربع مساحت و ۸٬۴۹۳ نفر جمعیت دارد.